# Meiningen Bayerischer Bahnhof
Der Bayerische Bahnhof in der südthüringischen Stadt Meiningen war von 1874 bis 1920 ein eigenständiger Kopfbahnhof in direkter Nachbarschaft zum Bahnhof Meiningen der Werrabahn sowie Preußischer Staatsbahn. Er dient bis heute als Endbahnhof der Bahnstrecke Schweinfurt–Meiningen und wurde wie die Bahnstrecke selbst von der Königlich Bayerischen Staatsbahn erbaut und betrieben. Nach Auflösung der Länderbahnen 1920 vereinte man den Bayerischen Bahnhof mit dem Preußischen Bahnhof zu einem Bahnhof der Deutschen Reichsbahn.

## Geschichte

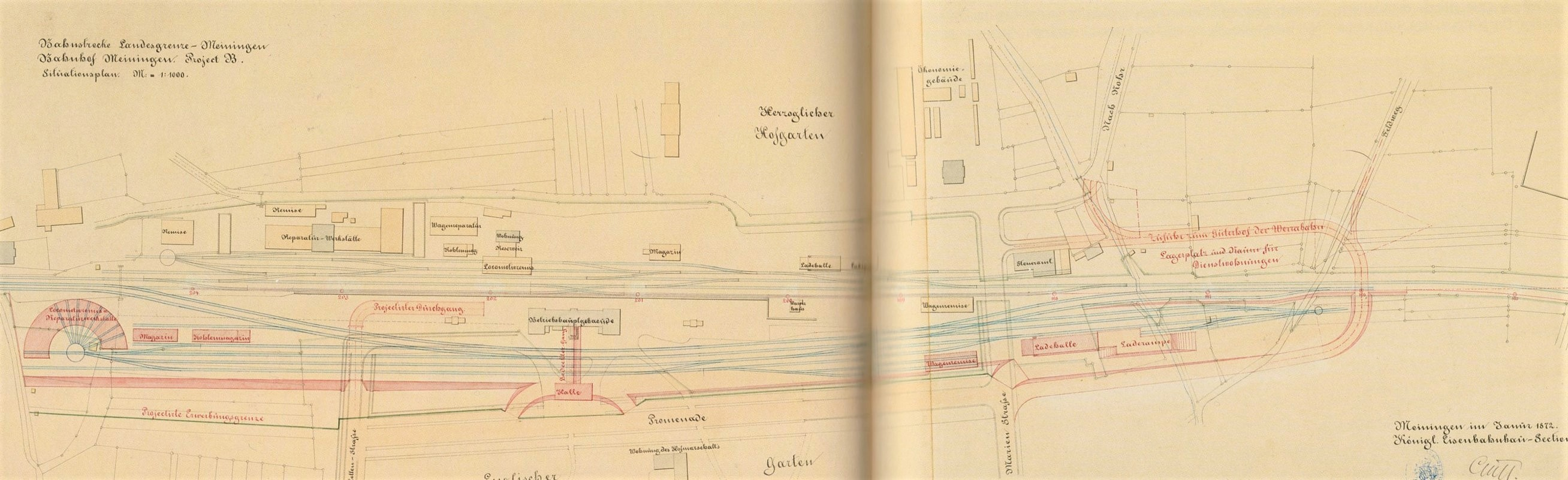
Nicht realisierter Erweiterungsplan

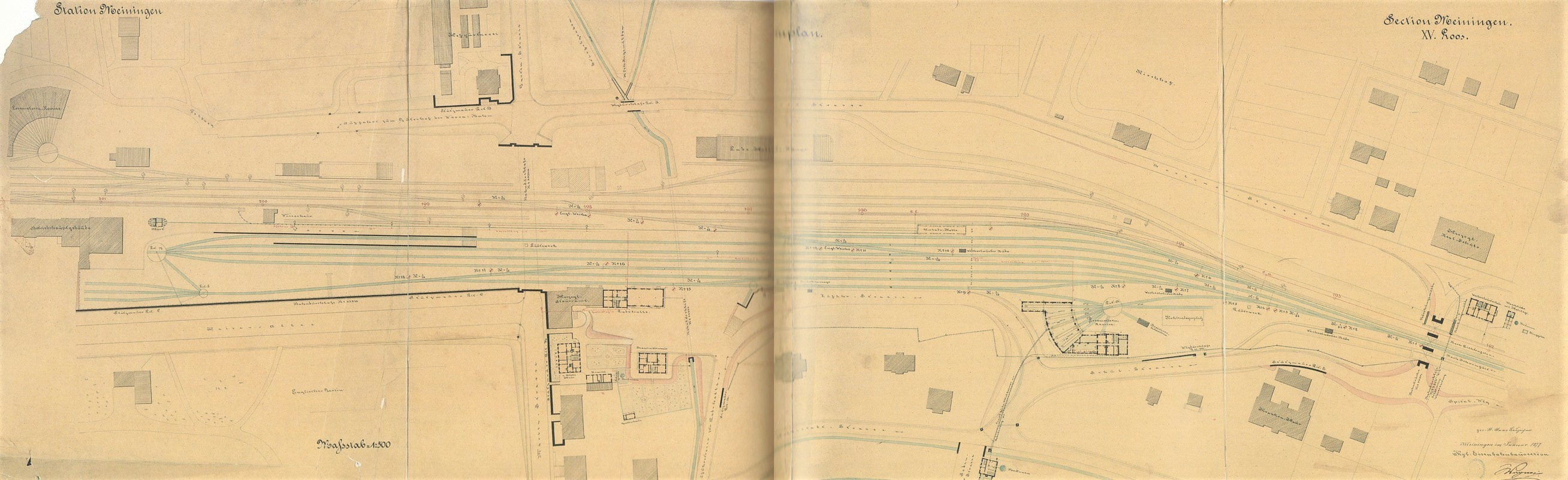
Realisierter Lageplan von 1877

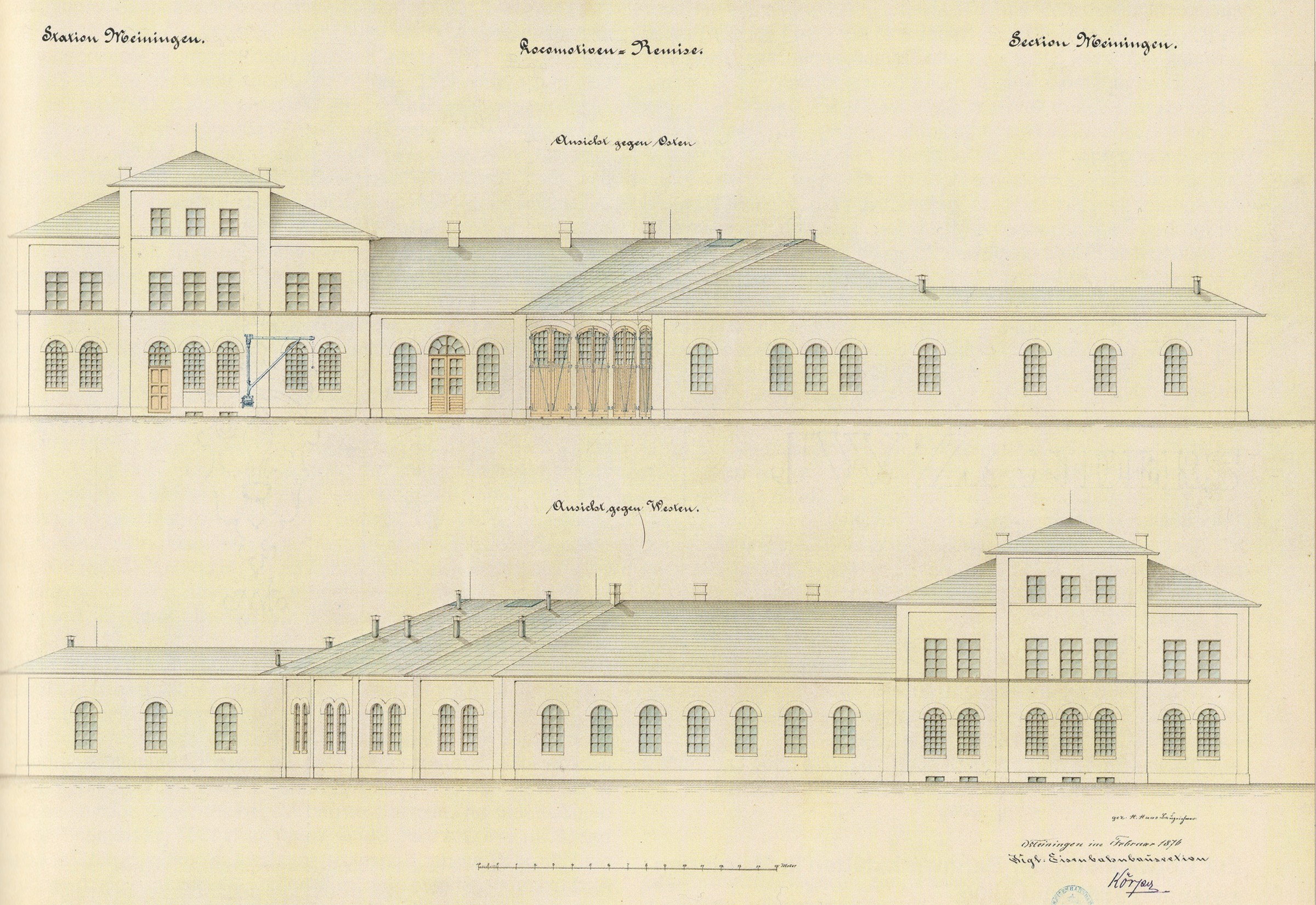
Lokomotiv-Remise 1876

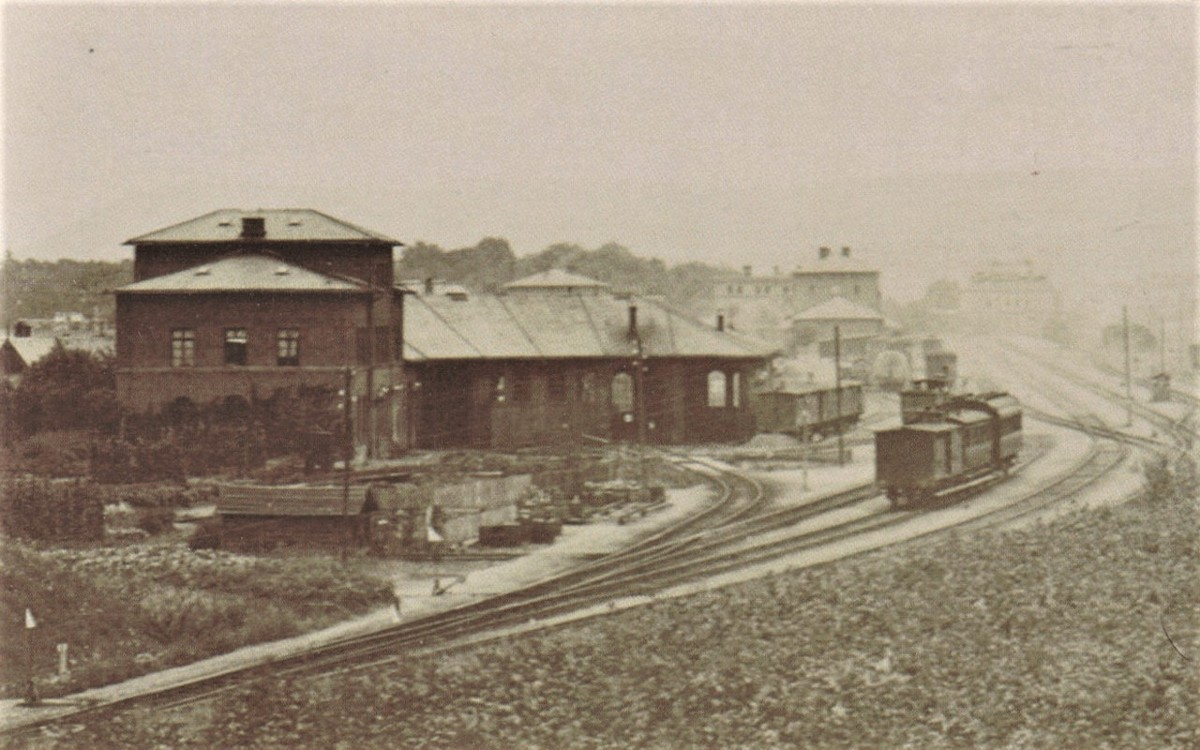
Bayerischer Bahnhof in Meiningen um 1900

Mit einem Staatsvertrag vom 21. März 1868 zwischen dem Herzogtum Sachsen-Meiningen und dem Königreich Bayern wurde der Bau einer Eisenbahnstrecke von Schweinfurt nach Meiningen vereinbart. Die Kosten übernahmen beide Regierungen jeweils für ihr eigenes Gebiet. Die Bauarbeiten begannen am 14. Juni 1872 und die Eröffnung der Bahnstrecke erfolgte am 15. Dezember 1874. Im Interesse eines einheitlichen Bahnverkehrs betrieb die Königlich Bayerische Staats-Eisenbahn die gesamte Bahnstrecke, den Streckenabschnitt auf Sachsen-Meiningischen Gebiet inklusive des Bayerischen Bahnhofs in Meiningen dabei pachtweise. Bei der Projektierung gab es bis 1873 mehrere verschiedene Baupläne, darunter eine Zusammenlegung von vier Personenbahnsteigen beider Bahngesellschaften westlich des Empfangsgebäudes der Werrabahn mit einer gemeinsamen Bahnhofshalle, die aber allesamt hauptsächlich wegen Grundstücksfragen nicht vollständig umgesetzt werden konnten. So entschied sich die Königlich Bayerische Eisenbahnbausektion für einen baulich und betrieblich vollständig vom bestehenden Bahnhof getrennten Kopfbahnhof westlich der Werrabahn sowie südlich des Empfangsgebäudes der Werrabahn gelegen.
Die Verdoppelung des Bahngeländes machte große bauliche Veränderungen im städtischen Umfeld des Bahnhofes notwendig. Mehrere Straßen mussten verlegt und teilweise abgesenkt, eine Straßenbrücke als Überführung und ein 90 m langer Straßentunnel unter den Gleisen erbaut werden. Auch das mittlerweile zu klein gewordene Empfangsgebäude der Werrabahn sollte baulich vergrößert werden, die Bayerische Staatsbahn errichtete und unterhielt aber letztendlich ein kleineres Pendant südlich zum bestehenden Gebäude. Der Bayerische Bahnhof entwickelte sich dann bis 1877 zu einem komplexen separaten Bahnhofsgelände. 1900 verband man beide Empfangsgebäude mit einem eingeschossigen Fachwerkbau mit Zugang zu den Gleisen und Verladerampe. 1920 wurde der Bayerische Bahnhof nach Auflösung der Bayerischen Staatsbahn in den Bahnhof Meiningen integriert und ist weiterhin bis in die Gegenwart in Betrieb. Die Lokremise mit Anbauten wurde im Zweiten Weltkrieg bei einem Luftangriff schwer beschädigt, nach dem Wiederaufbau als Kohlebahnhof genutzt und Ende der 1990er Jahre abgerissen, um Platz für die neue Meininger Stützpunktfeuerwehr zu schaffen.
1945 unterbrach man wegen der Grenzziehung der Besatzungszonen die Bahnstrecke Schweinfurt–Meiningen zwischen Rentwertshausen und Mellrichstadt. Die Deutsche Teilung verhinderte bis zur politischen Wende 1989/90 den durchgehenden Bahnbetrieb auf dieser Strecke. So fuhren die Züge im thüringischen Teil der Schweinfurter Bahnstrecke nur noch bis Römhild (bis 1972) und Rentwertshausen. Nach dem Lückenschluss 1990/91 gab ab dem 28. September 1991 von hier wieder durchgehende Züge nach Schweinfurt. Seit 2004 nutzt die Erfurter Bahn den bayerischen Bahnhofsteil als Abfahrtsort seiner Unterfranken-Shuttles sowie als Betriebsstandort.
In der Gegenwart wird der überdachte Bahnsteig mit den Gleisen 1B und 2B (Bahnsteige 3 und 4) für den Personenverkehr mit hier beginnenden und endenden Zügen genutzt. Weitere Gleise dienen mit ihren Serviceeinrichtungen der technischen Versorgung und zum Abstellen der Unterfranken-Shuttles der Erfurter Bahn sowie dem Abstellen von Shuttles der Süd-Thüringen-Bahn. Das Empfangsgebäude, das einst unter anderem die Mitropa beherbergte, wird von 2017 bis 2021 zusammen mit dem ehemaligen Empfangsgebäude der Werrabahn modernisiert und umgebaut. Mieter sind unter anderem ein Ladengeschäft und eine Spielothek. Des Weiteren ist im Gebäude seit 2019 ein Revier der Bundespolizei ansässig.

## Der Bahnhof
Der Bayerische Bahnhof wurde unter der Bauoberleitung der Generaldirektion der Königlich Bayerischen Verkehrsanstalten durch die „Königliche Eisenbahnbausektion Meiningen“, die für den Streckenabschnitt Landesgrenze–Meiningen zuständig war, von Mai 1870 bis Oktober 1876 unter den Leitungen der Sektionsingenieure Karl Güll (bis August 1875), Karl Wiß (bis Januar 1876) und Nikolaus Körper nach den Plänen des Architekten Ambros Trient projektiert und errichtet.
Der Kopfbahnhof liegt auf einer Länge von 876 m an der Bahnstrecke Schweinfurt–Meiningen Kilometer 79,52 bis 80,39 und bildet hier den Endpunkt. Der Bahnhof besitzt 13 Gleise nebst Verbindungsgleisen und technischen Einrichtungen für den Bahnbetrieb. Die Gleisnummern sind zur Unterscheidung mit den Gleisen der Werrabahn mit einem zusätzlichen „B“ versehen. Der Bahnsteig mit zwei Gleisen für den Personenverkehr und der Verlade-Perron sind mit einem Querbahnsteig verbunden. Ihre Lage befindet sich im nördlichen Bereich des Bahngeländes. Beide Bahnsteigkanten haben eine Länge von jeweils 343 m, von denen 196 m Nutzlänge sind.
Das hinter dem Querbahnsteig klassizistische mit Kalkstein errichtete Empfangsgebäude grenzt das Bahngelände nach Norden hin ab. Das quadratisch konzipierte Bauwerk besitzt zwei Vollgeschosse und darüber ein Pultdach mit darüber herausragenden Oberlichtern in der Mitte, die eine freie Sicht auf den Bahnhof bieten. Im Erdgeschoss befanden sich drei Wartesäle der I. bis III. Klasse sowie mehrere Diensträume. Im Obergeschoss waren Büros und Wohnungen untergebracht. Die Rundbogenfenster und Gesimse an der Fassade wurden dem Erscheinungsbild des älteren Empfangsgebäudes angepasst. Unter der Traufe ist umlaufend ein Würfelfries angebracht, der versteinerte Balkenköpfe darstellt.
Die „Königlich Bayerischen Werksanstalten“ errichteten 1874/75 des Weiteren eine Reihe von Betriebsgebäuden. Das bedeutendste war die architektonisch anspruchsvolle Lokremise mit Drehscheibe, fünf Lokständen, Werkstätten und Unterkünfte am südlichen Ende des Bahngeländes. Es wurde in den 1990er Jahren abgerissen. Weitere Gebäude waren ein Weichenwärterhaus, ein Wasserhaus, eine Umlade- und Verladehalle sowie zwei Beamtenwohnhäuser. Ein in den 1920er Jahren hinzugekommenes Tanklager südlich der Lokremise wurde 1945 zerstört, wieder aufgebaut und später gemeinsam mit der Remise abgerissen.

## Verkehrsanbindung
Von 1874 bis 1945 war der Bayerische Bahnhof Start- und Endpunkt der Bahnlinie nach Schweinfurt. Des Weiteren war er Halt für einige Schnellzüge der Relation Berlin–Stuttgart, wobei hier die Züge „Kopf machten“ und bis 1920 die Lokomotiven der Preußischen Staatsbahn und der Bayerischen Staatsbahn gewechselt wurden. Nach 1945 war dieser Bahnhofsteil Startpunkt für die Züge nach Römhild und Rentwertshausen sowie für Schnellzüge unter anderem nach Erfurt, Berlin und Dresden.
In der Gegenwart gibt es vom bayerischen Bahnhofsteil vorwiegend Zugverbindungen als Start- und Endpunkt nach und von Schweinfurt sowie Erfurt.
| Linie | Linienverlauf | Unternehmen        | KBS |
| ----- | --- | ------------------ | --- |
| RE 50 | Meiningen – Grimmenthal – Suhl – Zella-Mehlis – Arnstadt – Erfurt                                                             | Süd-Thüringen-Bahn | 570 |
| RB 44 | Meiningen – Grimmenthal – Suhl – Zella-Mehlis – Plaue – Arnstadt – Neudietendorf – Erfurt                                     | Süd-Thüringen-Bahn | 570 |
| RB 40 | Meiningen – Ritschenhausen – Mellrichstadt – Bad Neustadt an der Saale – Münnerstadt – Ebenhausen – Schweinfurt/Bad Kissingen | Erfurter Bahn      | 815 |

→ siehe auch: Bahnhof Meiningen